# 舎人一家
舎人一家（とねりいっか）は、日本のプロレス団体「みちのくプロレス」で結成されたタッグチーム。

## 経歴
- 2010年7月、南野タケシ、卍丸が結成。
- 2012年1月14日、舎人一家がフジタ"Jr"ハヤト、Ken45°とユニット「BAD BOY」を結成。
- 2017年3月20日、南野と卍丸が試合中に仲間割れを起こして解散。
- 2019年1月12日、南野と卍丸が仲直りして再結成。

## メンバー
- 南野タケシ
- 卍丸

## 合体技
舎人雷

## 入場曲
- 舎人一家のテーマ

## タイトル歴
- WEWタッグ王座
- 東北タッグ王座